# Triplophysa waisihani
Triplophysa waisihani és una espècie de peix de la família dels balitòrids i de l'ordre dels cipriniformes.

## Morfologia
- En vida, és de color gris al dors i els flancs, mentre que el ventre és blanc groguenc.
- Presenta entre sis o set franges de color marró i transversals a la regió predorsal, i 5-6 bandes a la regió postdorsal.
- Moltes taques als flancs per damunt de la línia lateral.
- Aletes dorsal i caudal fosques.
- Superfície dorsal de les aletes pectoral i pelviana de color gris.
- Aleta anal hialina.
- Els mascles poden assolir els 14 cm de longitud total.
- 3 espines i 7 radis tous a l'aleta dorsal. 3 espines i 5 radis tous a l'anal.[2][3]

## Hàbitat i distribució geogràfica
És un peix d'aigua dolça, bentopelàgic i de clima temperat (44°N-43°N, 81°E-82°E), el qual es troba al nord-oest de la Xina: el riu Kax (un afluent de la conca del riu Ili a Xinjiang).